# Граф Уэлса
Граф Уэлса — единственный дистанционно-регулярный граф с массивом пересечений {\displaystyle \{5,4,1,1;1,1,4,5\}}.
Спектр графа равен {\displaystyle 5^{1}{\sqrt {5}}^{8}1^{1}0(-{\sqrt {5}})^{8}(-3)^{5}} и существует ещё два графа с тем же спектром. Его число очередей равно 3, а верхняя граница книжной толщины равна 5.